# Шаганський сільський округ
Шага́нський сільський округ (каз. Шаған ауылдық округі, рос. Шаганский сельский округ) — адміністративна одиниця у складі Сирдар'їнського району Кизилординської області Казахстану. Адміністративний центр та єдиний населений пункт — село Шаган.
Населення — 4243 особи (2021; 4343 у 2009, 3974 у 1999, 3663 у 1989).
Станом на 1989 рік існувала Чаганська сільська рада (село Чаган).